# Thury-en-Valois
Thury-en-Valois ist eine französische Gemeinde mit 466 Einwohnern (Stand 1. Januar 2022) im Département Oise in der Region Hauts-de-France. Sie gehört zum Kanton Nanteuil-le-Haudouin  im Arrondissement Senlis. 

## Lage
Die Gemeinde Thury-en-Valois liegt in der Landschaft Valois an der Grenze zum Département Aisne am Flüsschen Grivette, das den Canal de l’Ourcq dotiert, etwa 25 Kilometer nördlich von Meaux. Nachbargemeinden von Thury-en-Valois sind Cuvergnon im Nordwesten und Norden, Coyolles im Norden, Autheuil-en-Valois im Norden und Nordosten, La Villeneuve-sous-Thury im Nordosten und Osten, Mareuil-sur-Ourcq im Osten und Südosten, Boullarre im Süden und Südwesten sowie Antilly im Westen.

## Bevölkerungsentwicklung
| Jahr                       | 1962 | 1968 | 1975 | 1982 | 1990 | 1999 | 2011 | 2021 |
| -------------------------- | ---- | ---- | ---- | ---- | ---- | ---- | ---- | ---- |
| Einwohner                  | 288  | 338  | 403  | 378  | 441  | 453  | 474  | 482  |
| Quellen: Cassini und INSEE |      |      |      |      |      |      |      |      |

## Sehenswürdigkeiten
- Kirche Saint-Martin, Anfang des 16. Jahrhunderts erbaut
- Schloss Collinance
- Wasserturm

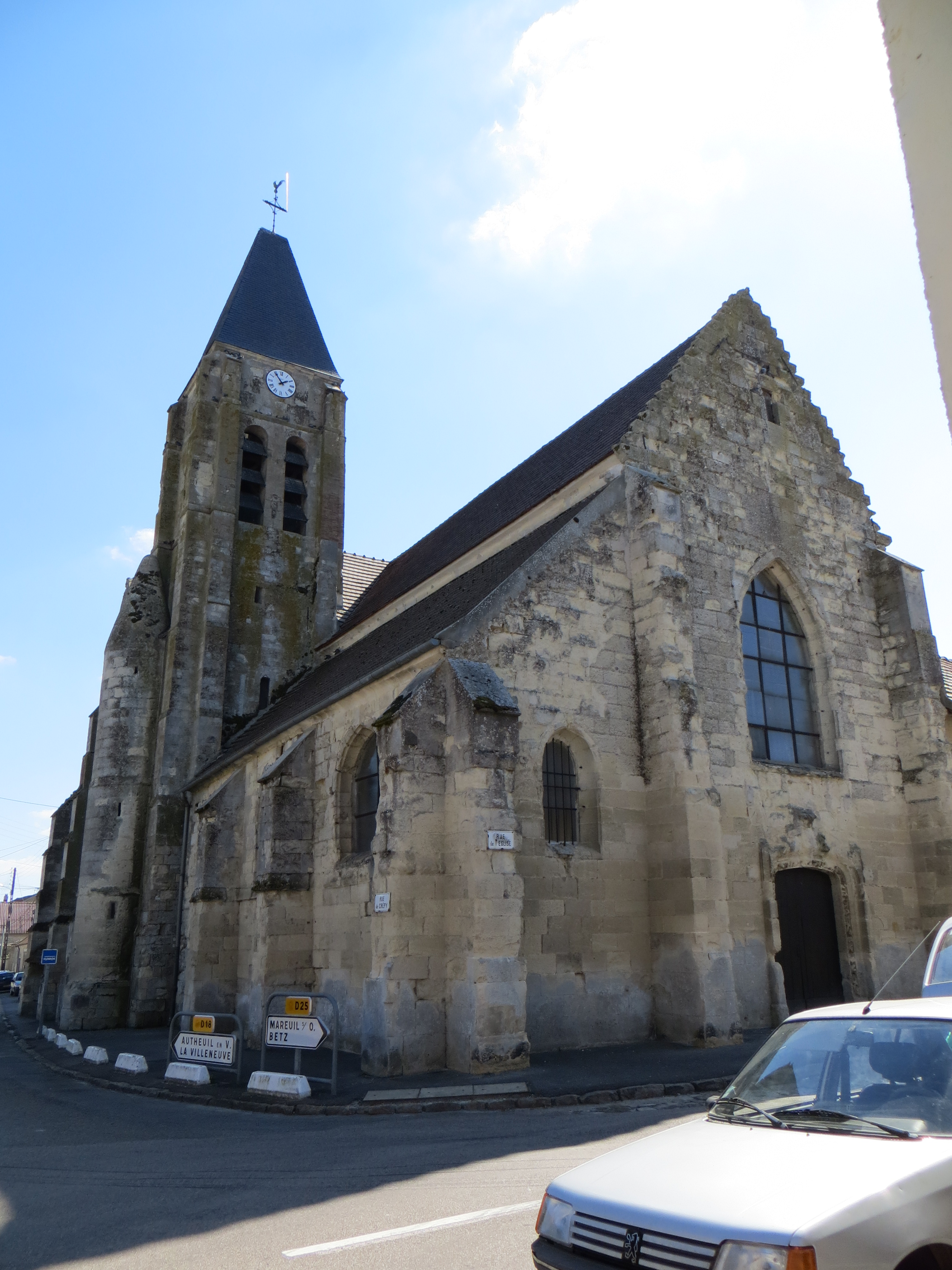
Kirche Saint-Martin